# Jerusalemer Bibellexikon
Das Jerusalemer Bibellexikon ist ein Nachschlagewerk zur Bibel, das vom deutschen Theologen Kurt Hennig herausgegeben wurde. Es enthält Beiträge der Studiengemeinschaft Wort und Wissen, die dem christlichen Fundamentalismus nahesteht.
Das in der 1. Auflage 937 Seiten umfassende Bibellexikon erschien erstmals 1989 im Hänssler-Verlag unter der ISBN 3-7751-1271-5. 1998 erfolgte bereits die auf 959 Seiten erweiterte 4. Auflage mit dem ergänzten Titel Jerusalemer Bibellexikon. 3500 biblische Begriffe unter der ISBN 3-7751-2367-9. 
Das Jerusalemer Bibellexikon ist die deutsche Ausgabe des 1986 in englischer Sprache veröffentlichten Illustrated Dictionary and Concordance of the Bible, publiziert von The Jerusalem Publishing House, Ltd.
Zum Jerusalemer Bibellexikon haben Exegeten, Historiker, Archäologen, Religions- und Sprachwissenschaftler aus mehreren Ländern Beiträge geliefert, darunter etliche jüdische Theologen und Archäologen der Hebräischen Universität Jerusalem.

## Aufbau und Besonderheiten
Nach einem Vorwort, dem Mitarbeiter- und dem Abkürzungsverzeichnis folgt die Behandlung der Stichwörter von Aaron bis Zypresse, die unter anderem alle biblischen Personen- und Ortsnamen umfassen. 
Daran schließt sich als Besonderheit ein Schöpfungstheoretischer Anhang der Studiengemeinschaft Wort und Wissen an, in dem auf ca. 25 Seiten nach einer Einführung in die Thematik Evolutionstheorie und Kreationismus alphabetisch geordnete Stichwörter von Adam und Eva über Arche, Art, Biblische Urgeschichte, DNA-Molekül, Kain, Kosmos, Schöpfung und Informatik, Sintflut, Sündenfall, Theistische Evolution, Tod, Tohuwabohu, Wunder und Naturgesetz aus der Sicht der biblischen Schöpfungslehre betrachtet werden.
Das Seitenlayout des Lexikons ist dreispaltig. In der breiten mittleren Spalte finden sich alle Stichwörter mit Erläuterungen in alphabetischer Reihenfolge. Eine schmale Randspalte enthält jeweils als Konkordanz alle Bibelstellen der abgehandelten Stichwörter in der Reihenfolge des biblischen Kanons. Die dritte Spalte ist jeweils Fotos und Landkarten vorbehalten. Gibt es zu einem bestimmten Thema viel Bildmaterial, so werden Fotos und Darstellungen zusätzlich in die eigentlich dem Text vorbehaltene Mittelspalte eingefügt. 